# دیوید اسکات بارت
دیوید اسکات بارت (انگلیسی: David Scott-Barrett؛ ۱۶ دسامبر ۱۹۲۲ – ۳۱ دسامبر ۲۰۰۳) فرد نظامی اهل بریتانیا بود. وی همچنین برندهٔ جوایزی همچون صلیب نظامی شده‌است.